# 168-я пехотная дивизия (вермахт)
168-я пехотная дивизия (нем. 168. Infanterie-Division) — тактическое соединение сухопутных войск вооружённых сил нацистской Германии периода Второй мировой войны.

## История дивизии

### Дислокации
- Германия: январь 1940-июль 1941
- Восточный фронт (группа армий «Юг»): июль 1941-февраль 1944
- Польша: апрель 1944-февраль 1945
- Восточный фронт (группа армий «Юг»): апрель-май 1945

### Ход боевых действий
Сформирована 1 декабря 1939 в VIII военном округе (Гёрлиц) в период 7-й волны призыва. В январе 1940 года пополнена тремя батальонами снабжения (8-м, 18-м, 45-м). В мае 1940 года в полную боеготовность был приведён 442-й пехотный полк. В начале лета оснащена артиллерийей, бронетехникой, транспортом и новым оружием, захваченным во Франции и Нидерландах.
Во время боёв на Восточном фронте в составе группы армий «Юг» как часть 6-й и 8-й полевых армий, а также 4-й и 1-й танковых армий воевала под Киевом, Белгородом, Харьковом, Воронежем, Винницей, на изгибе Дона и в Карпатах. 5 июля 1941 года попала под контрудар, понесла большие потери в личном составе, а также часть артиллерии. Командира дивизии отстранили, а позже уволили в отставку. В ноябре 1943 года она объединилась с 223-й пехотной дивизией. Позднее подавляла восстания в Силезии. Близ Клоцко сдалась советским частям в мае 1945.

## Командование
| Дата                             | Воинское звание   | Имя                          |
| -------------------------------- | ----------------- | ---------------------------- |
| 11 января 1940 — 8 июля 1941     | Генерал-лейтенант | Доктор Ганс Мундт            |
| 8 июля 1941 — 9 марта 1943       | Генерал-лейтенант | Дитрих Крайсс                |
| 9 марта — 1 декабря 1943         | Генерал-лейтенант | Вальтер Шаль де Больё        |
| 1 декабря 1943 — 8 сентября 1944 | Генерал-лейтенант | Вернер Шмидт-Хаммер          |
| 8 сентября — 9 декабря 1944      | Генерал-майор     | Карл Андерс                  |
| 9 декабря 1944 — 6 января 1945   | Генерал-лейтенант | Вернер Шмидт-Хаммер          |
| 6 января 1945 — апрель 1945      | Генерал-майор     | Доктор Максимиллиан Росскопф |
| апрель — май 1945                | Генерал-лейтенант | Вернер Шмидт-Хаммер          |

## Структура
| 1939                            | 1940                                          | 1943                                          |
| ------------------------------- | --------------------------------------------- | --------------------------------------------- |
| 417-й пехотный полк             | 417-й пехотный полк                           | 417-й пехотный полк                           |
| 429-й пехотный полк             | 429-й пехотный полк                           | 223-я дивизионная группа                      |
| --                              | 442-й пехотный полк                           | 442-й пехотный полк                           |
| --                              | 248-й велоэскадрон                            | 168-й дивизионный батальон автоматчиков       |
| --                              | --                                            | 248-й батальон снабжения                      |
| 248-я батарея лёгкой артиллерии | 248-й артиллерийский полк                     | 248-й артиллерийский полк                     |
| --                              | 248-й противотанковый артиллерийский дивизион | 248-й противотанковый артиллерийский дивизион |
| --                              | 248-й сапёрный батальон                       | 248-й сапёрный батальон                       |
| --                              | 248-й разведывательный батальон               | 248-й разведывательный батальон               |
| --                              | 248-й отряд подкреплений                      | 248-й отряд подкреплений                      |